# Пашенная Роща
Па́шенная Ро́ща — деревня в Павлоградском районе Омской области. Входит в состав Новоуральского сельского поселения.

## История
Основана в 1906 году. В 1928 году село состояло из 227 хозяйств, основное население — украинцы. В административном отношении являлпсь центром Пашенно-Рощинского сельсовета Уральского района Омского округа Сибирского края.

## Население
| 1926 | 2010 |
| ---- | ---- |
| 1145 | ↘326 |

## Улицы
| - пер. Веселый, - ул. Восточная, - ул. Западная, | - ул. Зелёная, - ул. Ленина, - ул. Центральная. |